# Lepturges scitulus
Lepturges scitulus är en skalbaggsart som beskrevs av Tavakilian och Monné 1989. Lepturges scitulus ingår i släktet Lepturges och familjen långhorningar. Inga underarter finns listade i Catalogue of Life.